# نبرد ویلرز-بوکاژ
نبرد ویلرز-بوکاژ (به انگلیسی: Battle of Villers-Bocage) بین نیروهای بریتانیا و آلمانی‌ها در خلال جنگ جهانی دوم در ۱۳ ژوئن ۱۹۴۴ در محلی به همین نام در فرانسه بین نیروهای بریتانیا و آلمان نازی اتفاق افتاد.
این نبرد بخشی از عملیات پرچ بود که به وقوع پیوست.